# 마게테 은디아예

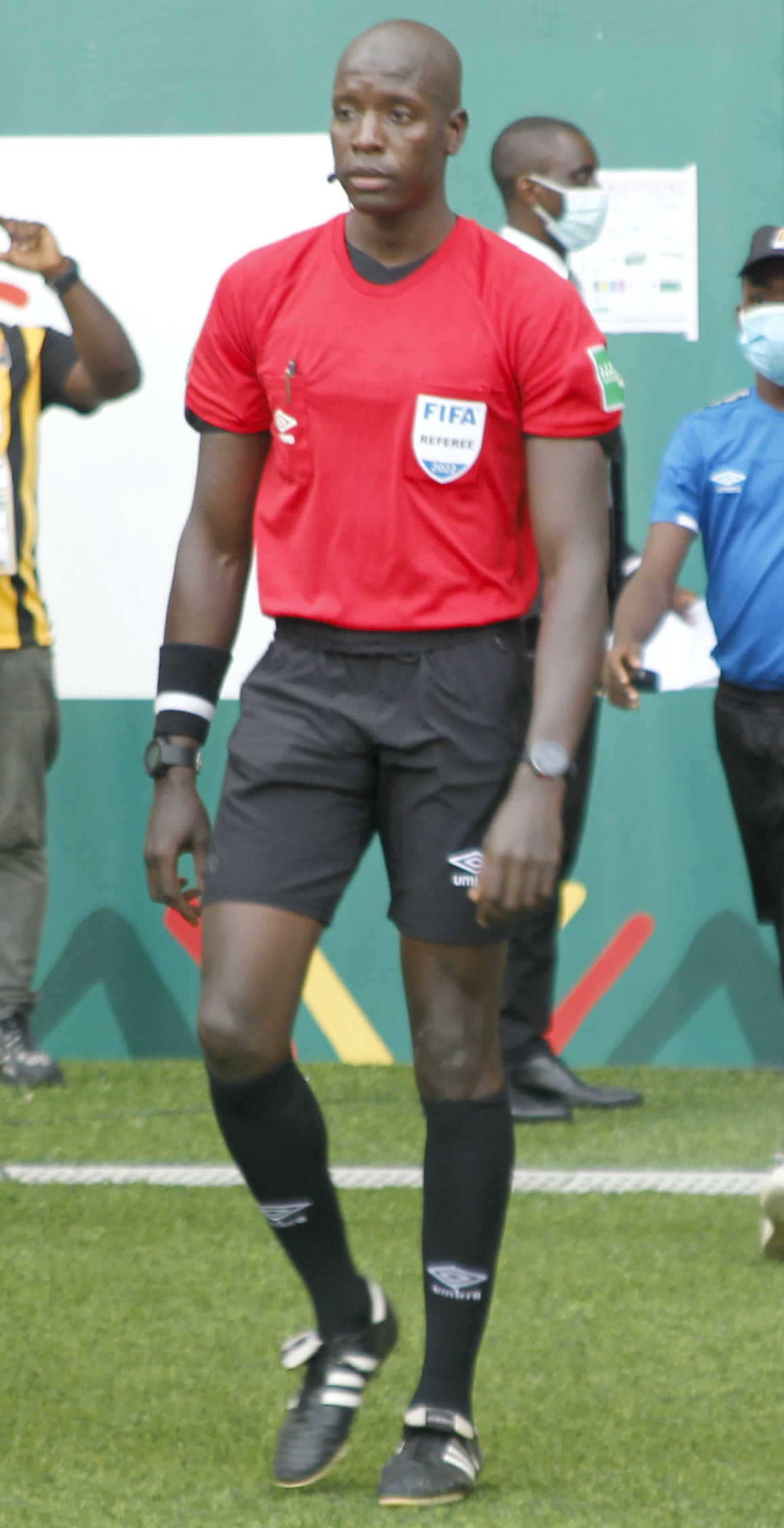

마게트 은디아예(1986년 9월 1일~)는 세네갈 국적의 심판진이다. 이심판은 세네갈 국적 리그를 관장하기도 했으며 FIFA 축구심판에 소속되어 있다.